# Bloody Roar 4
Bloody Roar 4, é um jogo de luta para Video game desenvolvido pela Eighting/Hudson Soft em 2003. É o segundo jogo da série foi lançado para PlayStation 2.

## Jogabilidade
Pela primeira vez na série Bloody Roar, o indicador do personagem transformado em animal é separado da barra da vida.

## Personagens
- Alice the Rabbit- Coelho
- Bakuryu the Mole- Toupeira
- Busuzima the Chameleon- Camaleão
- Gado the Lion- Leão
- Jenny the Bat- Morcego
- Nagi- the spurious
- Reiji the Crow- Corvo
- Shenlong the Tiger- Tigre
- Stun the Insect- Inseto
- Uriko the Half Beast- Metade Animal (Gato)
- Xion the Unborn- Louva-Deus
- Yugo the Wolf- Lobo
- Shina the Leopard"- Leopardo

### Secretos
- Dragon Ryoho- Dragão
- Kohryu the Iron Mole- Topeira Mecânica
- Shina the Leopard- Leopardo
- Uranus the Chimera- Quimera
- Long the tiger - Tigre